# Ahuntsic (circonscription fédérale)
 (août 2025).
Si vous disposez d'ouvrages ou d'articles de référence ou si vous connaissez des sites web de qualité traitant du thème abordé ici, merci de compléter l'article en donnant les références utiles à sa vérifiabilité et en les liant à la section « Notes et références ».
Pour les articles homonymes, voir Ahuntsic (homonymie).
Ahuntsic est ancienne circonscription électorale fédérale située sur l'île de Montréal, au Québec.
Elle était constituée des quartiers d'Ahuntsic et de Bordeaux dans l'arrondissement d'Ahuntsic-Cartierville de la ville de Montréal. Le nom de la circonscription et du quartier vient de Ahuntsic, compagnon de Nicolas Viel.
Les circonscriptions limitrophes étaient Papineau, Mont-Royal, Saint-Laurent—Cartierville, Laval, Alfred-Pellan, Bourassa et Saint-Léonard—Saint-Michel.
Elle comptait une population de 99 848, dont 75 100 électeurs, sur une superficie de 19 km2.

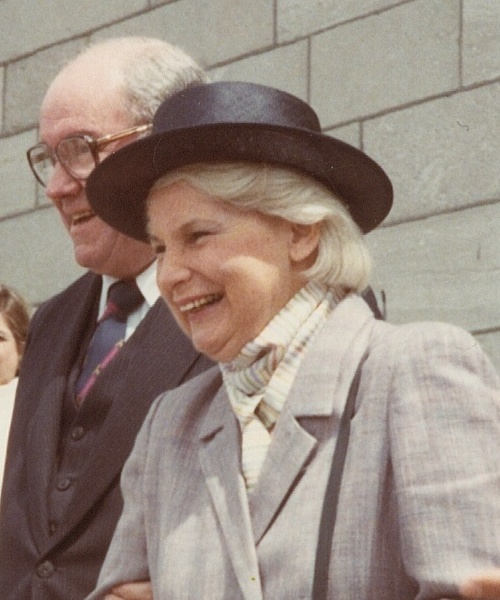
Jeanne Sauvé

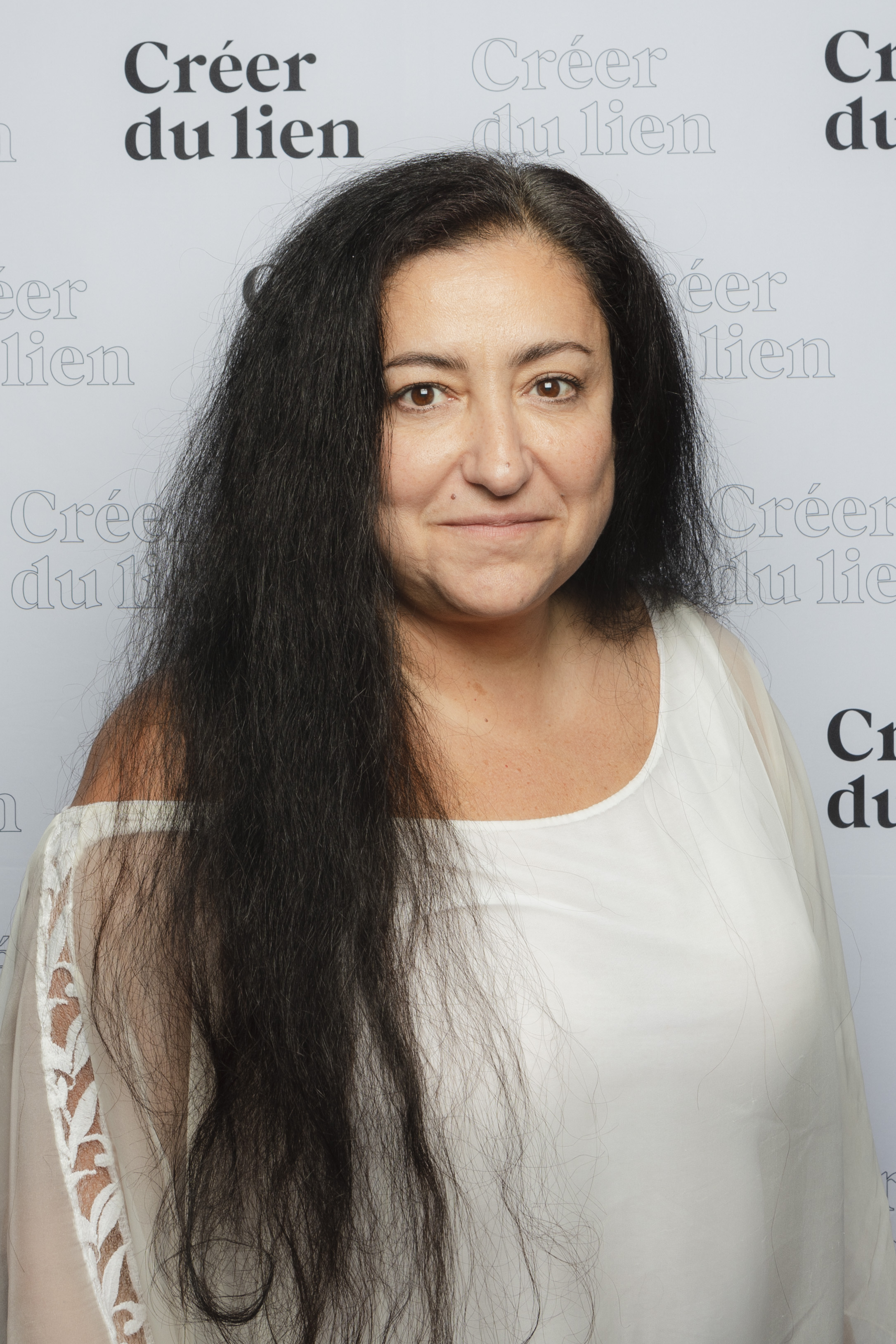
Maria Mourani

## Historique
La circonscription d'Ahuntsic a été créée pour la première fois en 1966 avec des parties des circonscriptions de Saint-Denis et de Laval. Abolie en 1976 elle fut fusionnée à la circonscription de Saint-Michel.
Elle réapparut en 1987 à partir des circonscriptions de Saint-Michel—Ahuntsic et de Saint-Denis. Lors du redécoupage électoral de 2013, la circonscription a disparu; la plus grande partie de son territoire s'est retrouvé dans Ahuntsic-Cartierville et son extrémité est a été partagée entre Bourassa et Saint-Léonard—Saint-Michel.
| Législature                                                                  | Années    | Député | Député             | Parti                     |
| ---------------------------------------------------------------------------- | --------- | ------ | ------------------ | ------------------------- |
| Ahuntsic issue de Saint-Denis et Laval                                       |           |        |                    |                           |
| 28e                                                                          | 1968–1972 |        | Jean-Léo Rochon    | Libéral                   |
| 29e                                                                          | 1972–1974 |        | Jeanne Sauvé       | Libéral                   |
| 30e                                                                          | 1974–1979 |        | Jeanne Sauvé       | Libéral                   |
| Dissoute parmi Saint-Michel et Laval                                         |           |        |                    |                           |
| Recréée de Saint-Michel—Ahuntsic et Saint-Denis                              |           |        |                    |                           |
| 34e                                                                          | 1988–1993 |        | Nicole Roy-Arcelin | Progressiste-conservateur |
| 35e                                                                          | 1993–1997 |        | Michel Daviault    | Bloc québécois            |
| 36e                                                                          | 1997–2000 |        | Eleni Bakopanos    | Libéral                   |
| 37e                                                                          | 2000–2004 |        | Eleni Bakopanos    | Libéral                   |
| 38e                                                                          | 2004–2006 |        | Eleni Bakopanos    | Libéral                   |
| 39e                                                                          | 2006–2008 |        | Maria Mourani      | Bloc québécois            |
| 40e                                                                          | 2008–2011 |        | Maria Mourani      | Bloc québécois            |
| 41e                                                                          | 2011–2013 |        | Maria Mourani      | Bloc québécois            |
| 41e                                                                          | 2013–2015 |        | Maria Mourani      | Indépendante              |
| Dissoute parmi Ahuntsic-Cartierville, Bourassa et Saint-Léonard—Saint-Michel |           |        |                    |                           |

## Résultats électoraux

### Tendances
En 1993, le bloquiste Michel Daviault dut faire face à la libérale Céline Hervieux-Payette et à la progressiste-conservatrice sortante Nicole Roy-Arcelin.
En 1972, le néo-démocrate Pierre de Bellefeuille termina deuxième derrière la libérale Jeanne Sauvé.

#### Répartition des voix obtenu par les principaux partis
| |
| - Parti libéral - NPD - Progressiste-conservateur (ancien) - Crédit social (ancien) - Parti vert - Bloc québécois - Alliance canadienne (ancien) - Parti conservateur |

#### Majorité en voix du parti arrivé en tête
Lors de la première incarnation de la circonscription (de 1968 à 1979) le Parti libéral du Canada remporte de très larges victoires, avec des majorités écrasantes en voix. Lors de la recréation de la circonscription en 1988 la progressiste-conservatrice Nicole Roy-Arcelin l'emporte de peu (692 voix) devant le libéral Raymond Garneau, député sortant de Laval-des-Rapides. Lors de l'élection suivante le Bloc québécois remporte la circonscription de peu mais avec une avance plus grande (1 341 voix). 
Le Parti libéral remporte nettement la circonscription en 1997 et 2000, avec des majorités dépassant les 10 000 voix dans les deux cas. La circonscription devient nettement plus compétitive à partir de 2004 : le PLC conserve de peu la circonscription en 2004, puis celle-ci est remportée (de peu encore) par le Bloc en 2006 et 2008 (devant le Parti libéral) puis encore en 2011 (devant le NPD).
|  |